# Isolaimium papillatum
Isolaimium papillatum är en rundmaskart som beskrevs av Nathan Augustus Cobb 1920. Isolaimium papillatum ingår i släktet Isolaimium och familjen Isolaimiidae. Inga underarter finns listade i Catalogue of Life.